# 50-й саміт G7
50-й саміт Великої сімки — зустріч на найвищому рівні керівників держав Великої сімки, яка відбулася 13—15 червня 2024 року в місті Фазано (Апулія, Італія).
Про вибір Фазано як місця проведення саміту оголосила прем'єр-міністерка Італії Джорджа Мелоні в листопаді 2023 року.

## Лідери на саміті

### Передумови

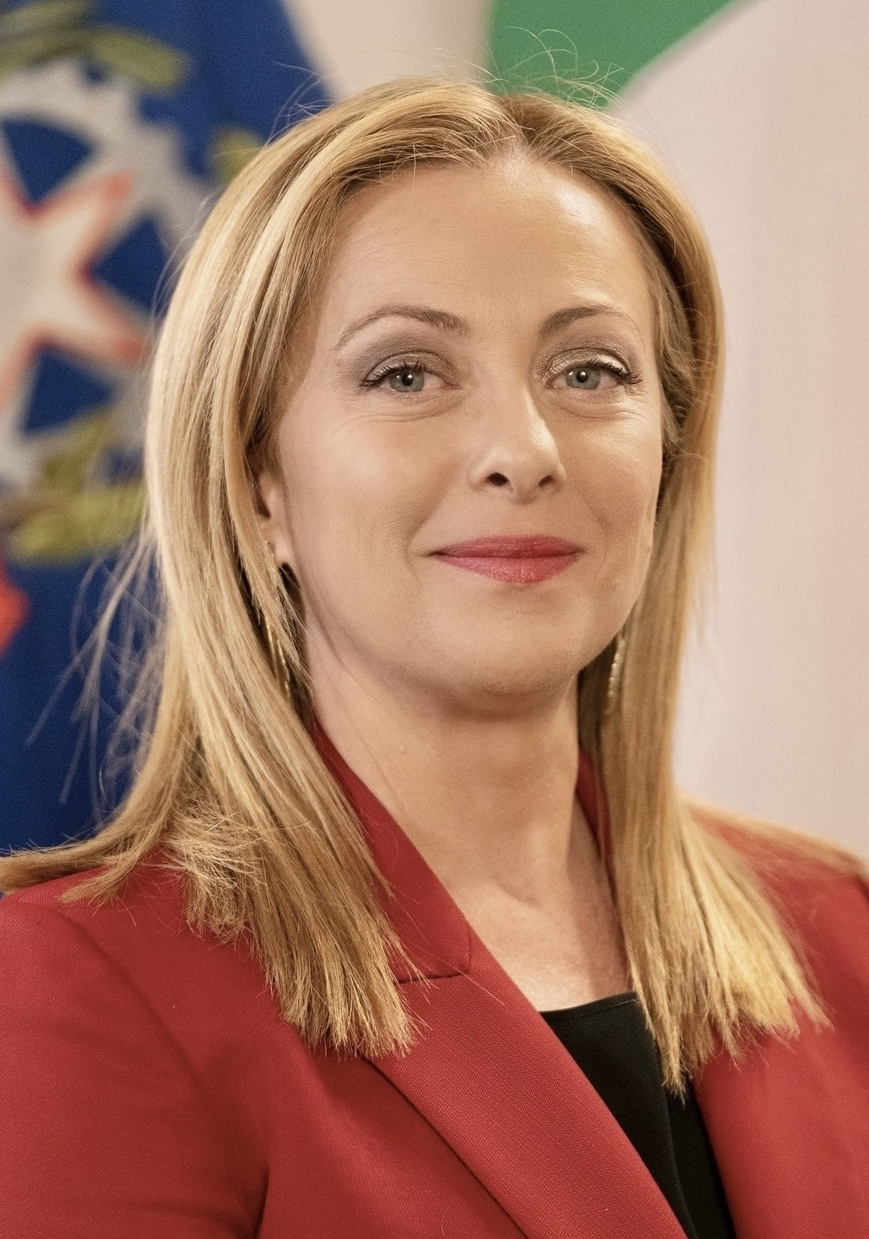
Джорджа Мелоні була головуючою на 50-му саміті G7.

У саміті візьмуть участь усі країни-члени G7, включаючи представників Європейського Союзу. Президент Європейської Комісії є постійним учасником усіх зустрічей, починаючи з 1981 року.
Італія, збігаючись з головуванням у G7 у 2024 році, наголошує на стратегічному партнерстві з Африкою.

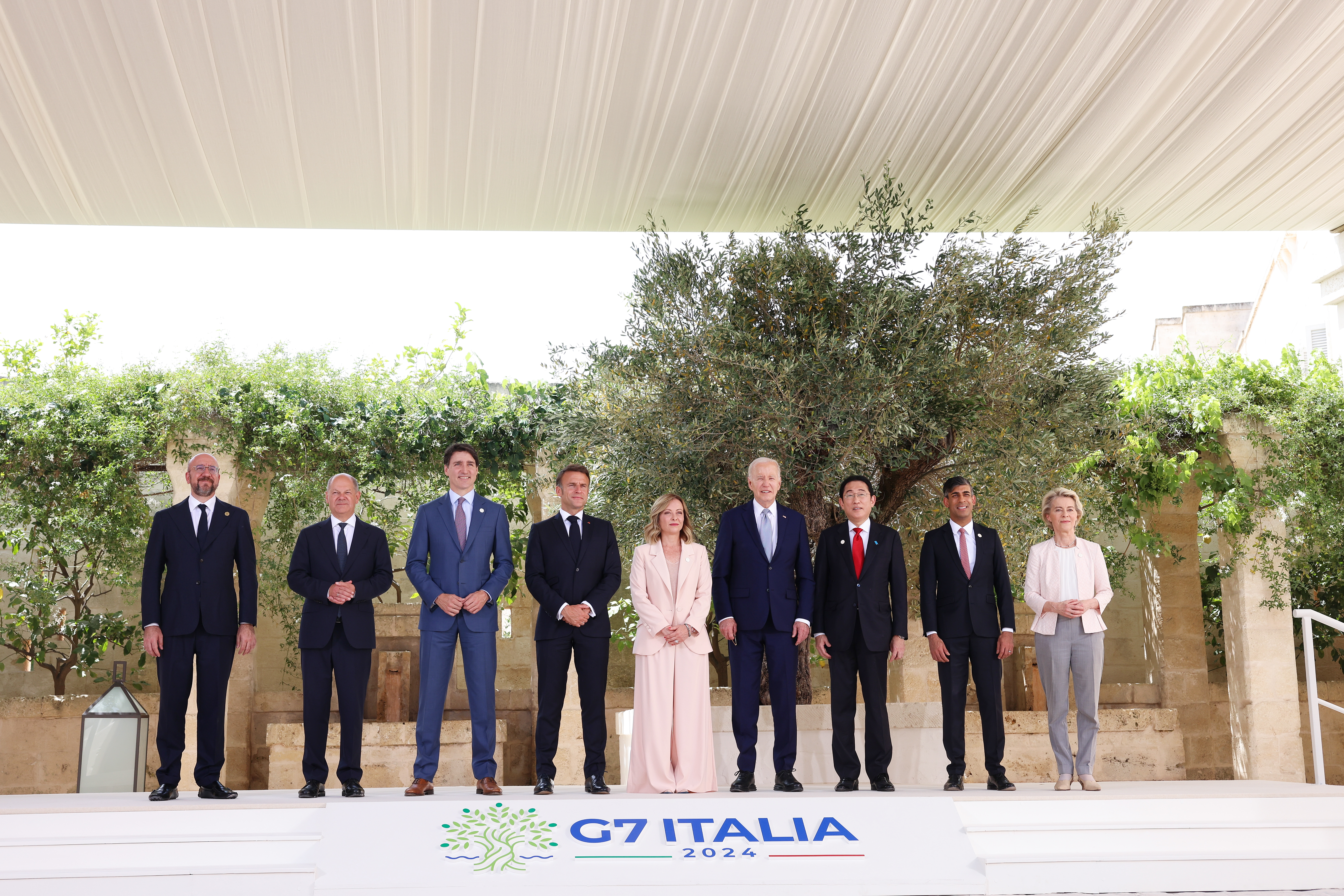
Групове фото

Саміт 2024 року може стати останнім для прем'єр-міністра Великої Британії Ріші Сунака, який, ймовірно, зазнає поразки на майбутніх парламентських виборах 4 липня.

### Учасники та представники
| Країна                       | Представляє                       | Посада            |
| ---------------------------- | --------------------------------- | ----------------- |
| Канада                       | Джастін Трюдо                     | Прем'єр-міністр   |
| Франція                      | Емманюель Макрон                  | Президент         |
| Німеччина                    | Олаф Шольц                        | Канцлер           |
| Італія (приймальна країна)   | Джорджа Мелоні                    | Прем'єр-міністр   |
| Японія                       | Фуміо Кішіда                      | Прем'єр-міністр   |
| Велика Британія              | Ріші Сунак                        | Прем'єр-міністр   |
| США                          | Джо Байден                        | Президент         |
| Європейський Союз            | Урсула фон дер Ляєн               | Президент комісії |
| Європейський Союз            | Шарль Мішель                      | Президент ради    |
| Запрошені                    |                                   |                   |
| Гість                        | Представляє                       | Посада            |
| Алжир                        | Абдельмаджид Теббун               | Президент         |
| Аргентина                    | Хав'єр Мілей                      | Президент         |
| Бразилія                     | Луїз Інасіо Лула да Сілва         | Президент         |
| Індія                        | Нарендра Моді                     | Прем'єр-міністр   |
| Йорданія                     | Абдалла II                        | Король            |
| Кенія                        | Вільям Руто                       | Президент         |
| Мавританія Африканський Союз | Мухаммед ульд аш-Шейх аль-Газуані | Голова            |
| Туніс                        | Каїс Саїд                         | Президент         |
| Туреччина                    | Реджеп Таїп Ердоган               | Президент         |
| ОАЕ                          | Мухаммад бін Заїд Аль Нагаян      | Президент         |
| Україна                      | Володимир Зеленський              | Президент         |
| Ватикан                      | Франциск                          | Папа              |

## Лідери учасники

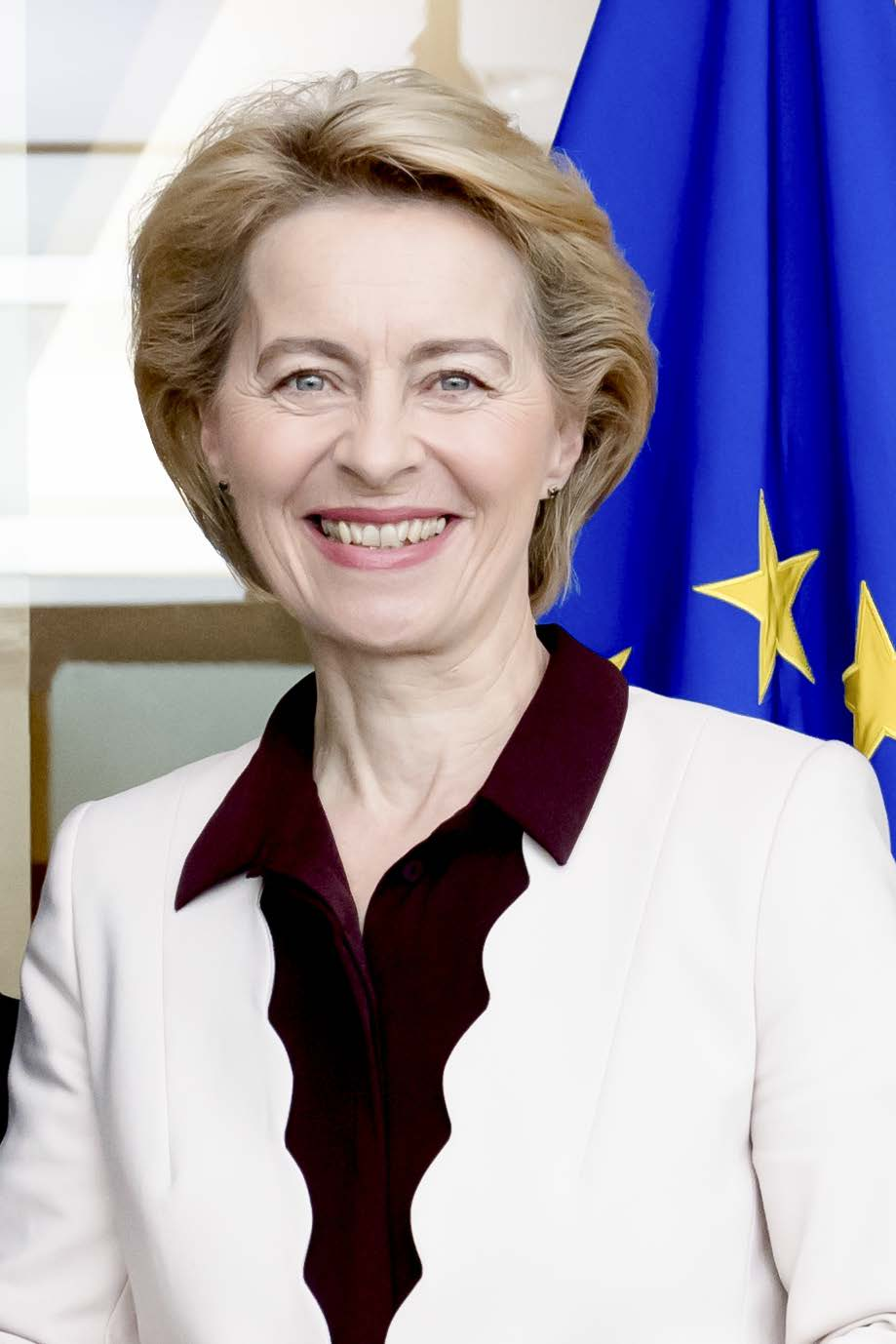
' Урсула фон дер Ляєн, Президент Європейської комісії
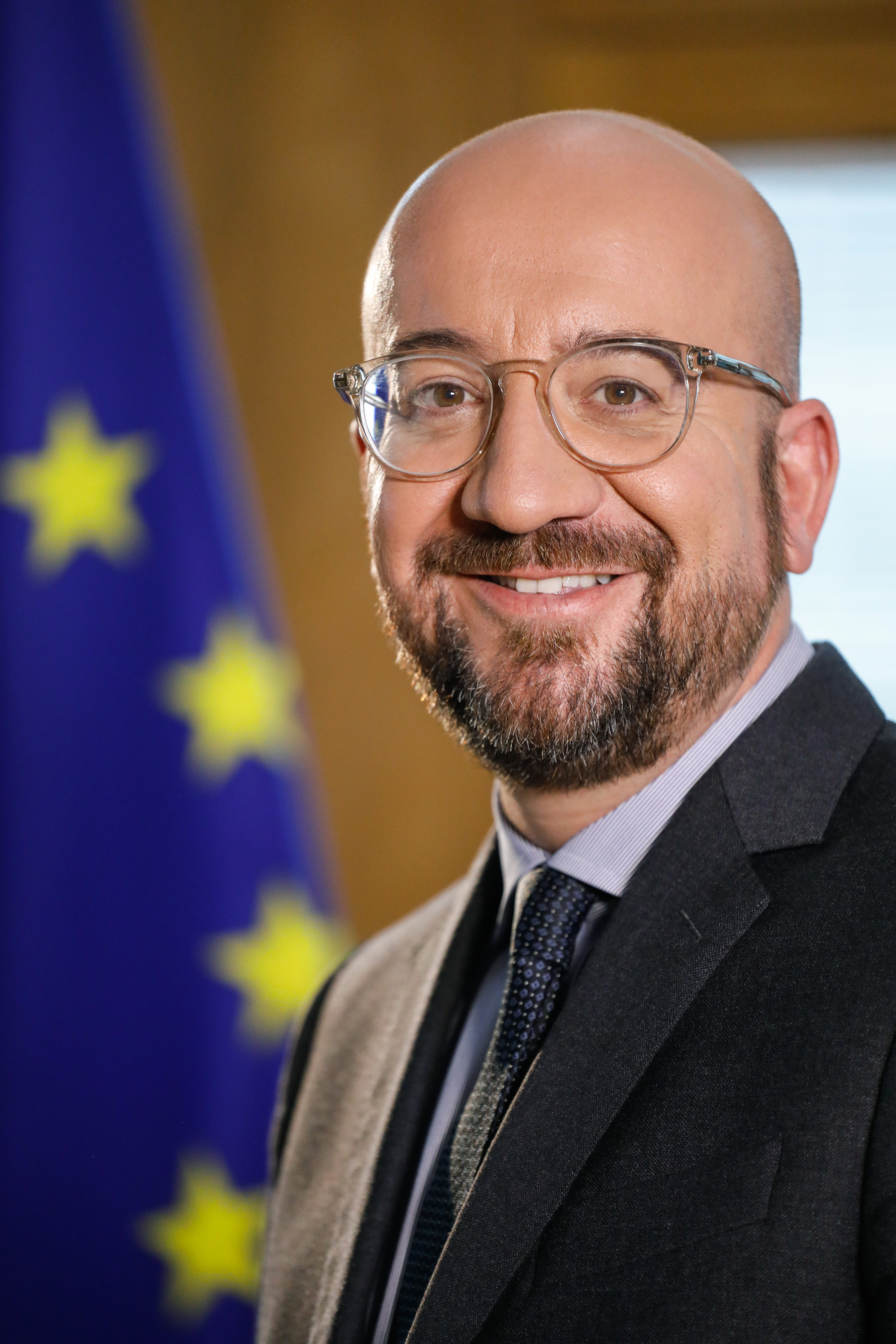
' Шарль Мішель, Президент Європейської ради

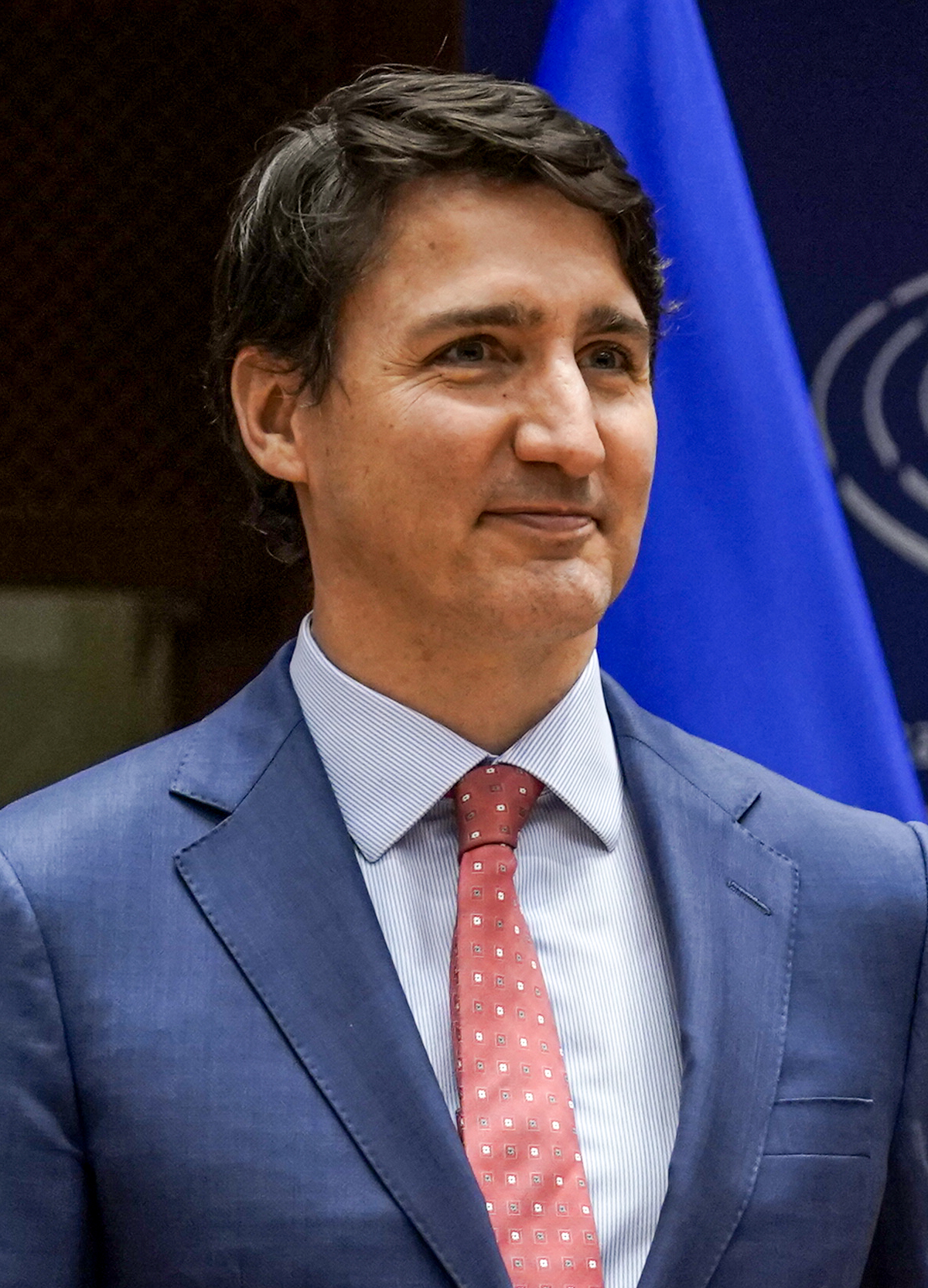
Канада Джастін Трюдо, Прем'єр-міністр
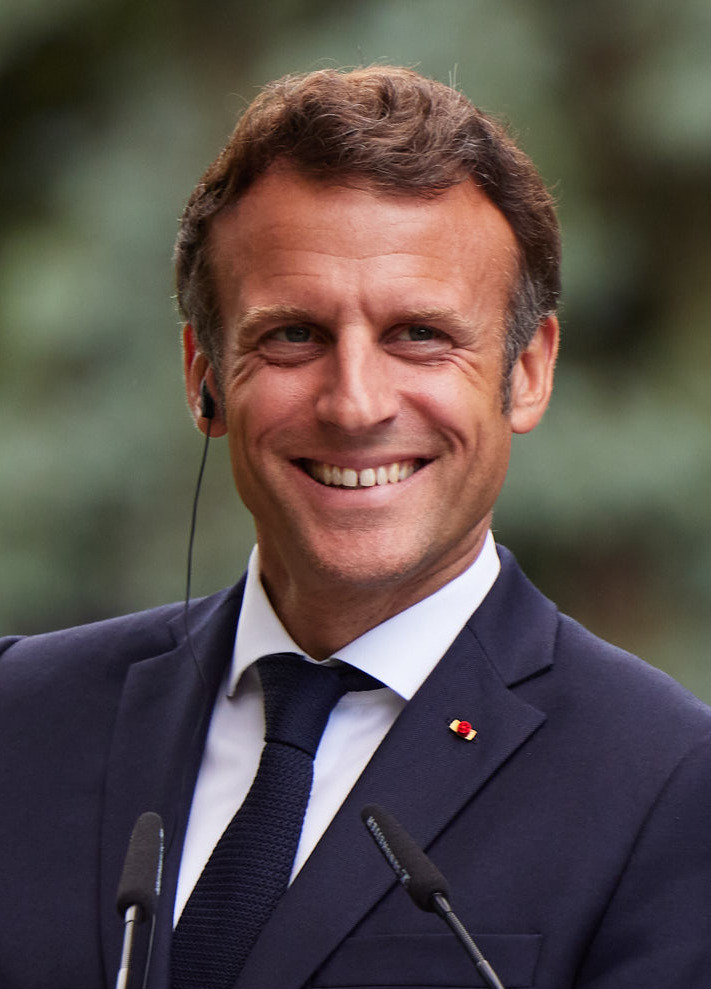
Франція Емманюель Макрон, Франції
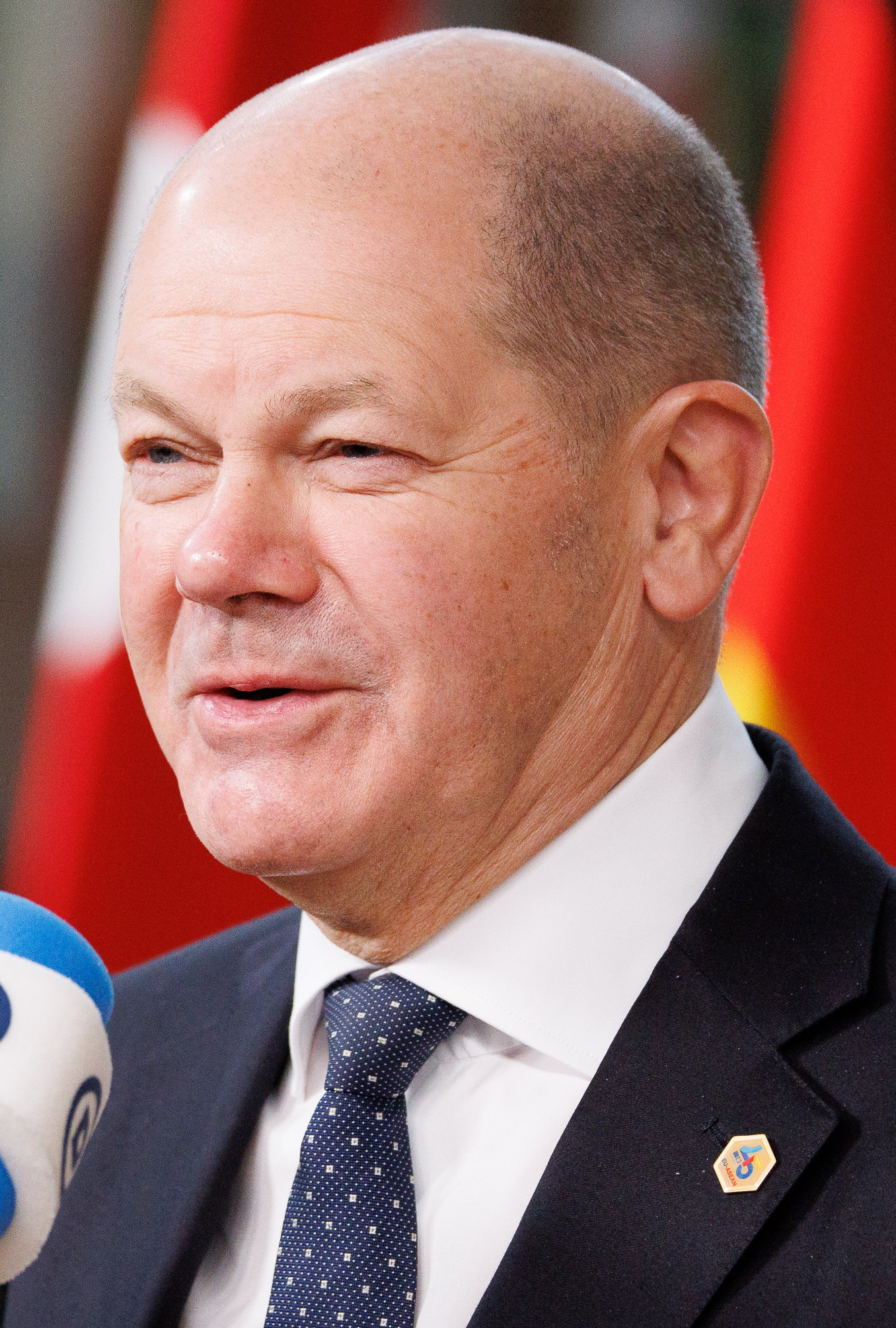
Німеччина Олаф Шольц, Канцлер
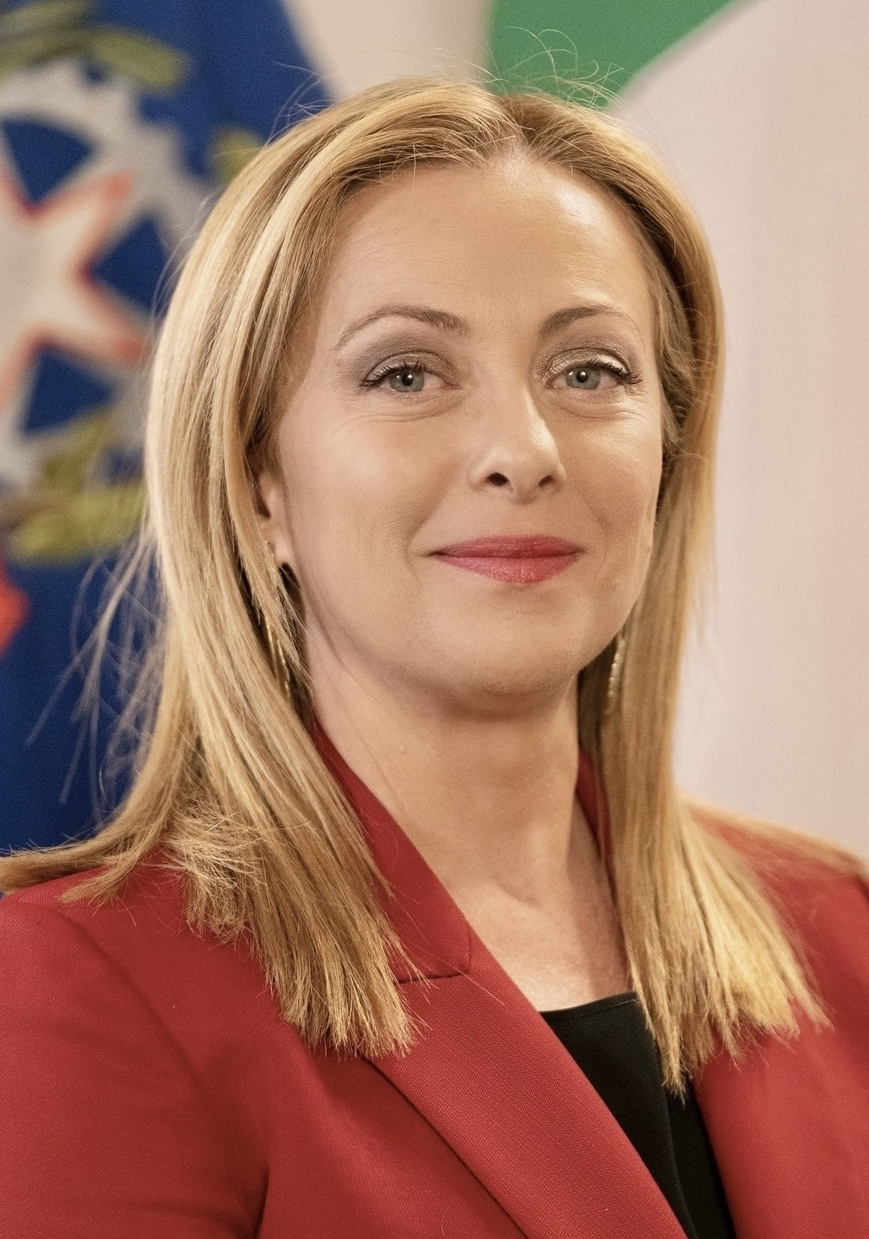
Італія Джорджа Мелоні, Прем'єр-міністр (приймальна сторона)
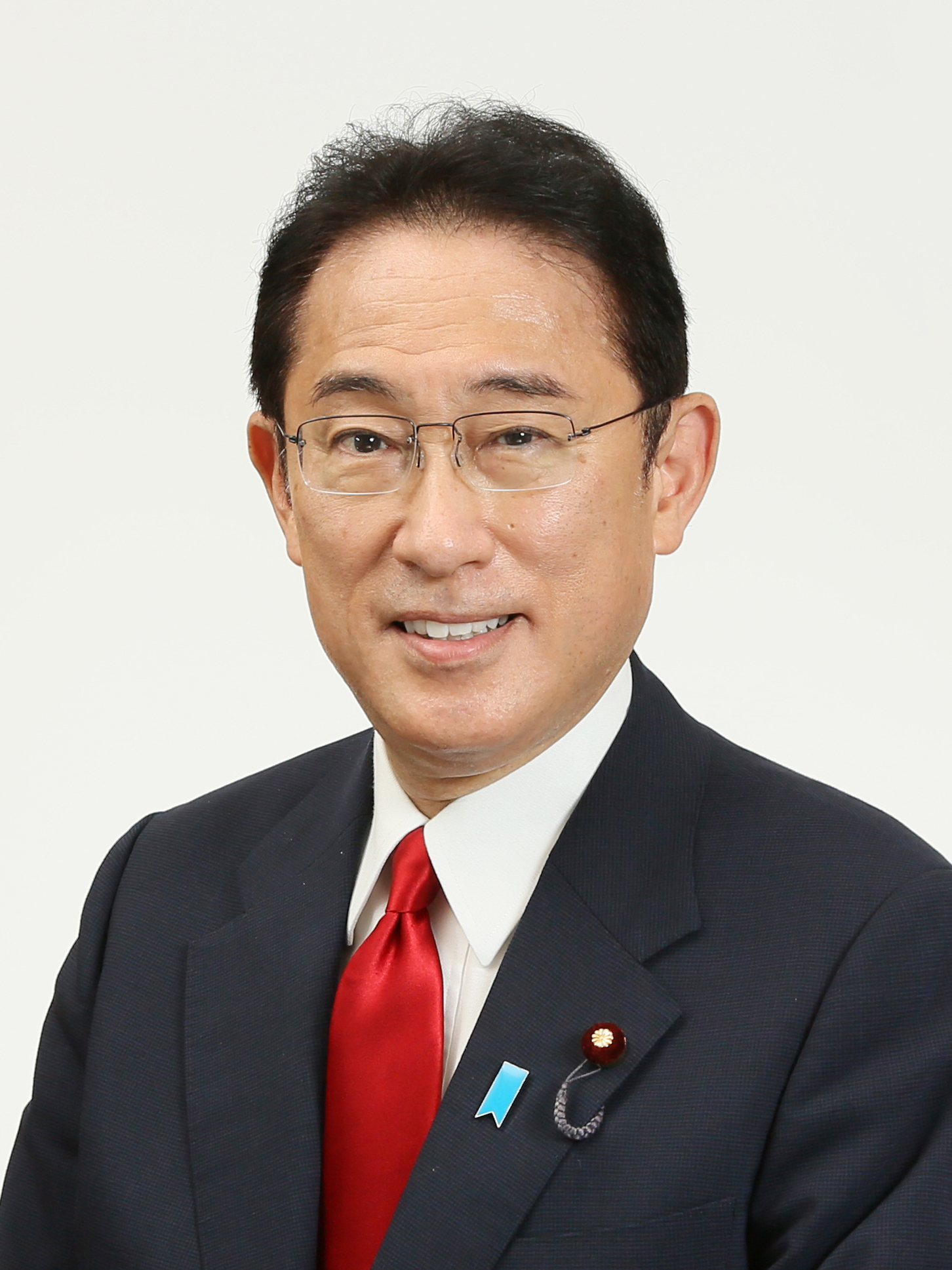
Японія Фуміо Кішіда, Прем'єр-міністр
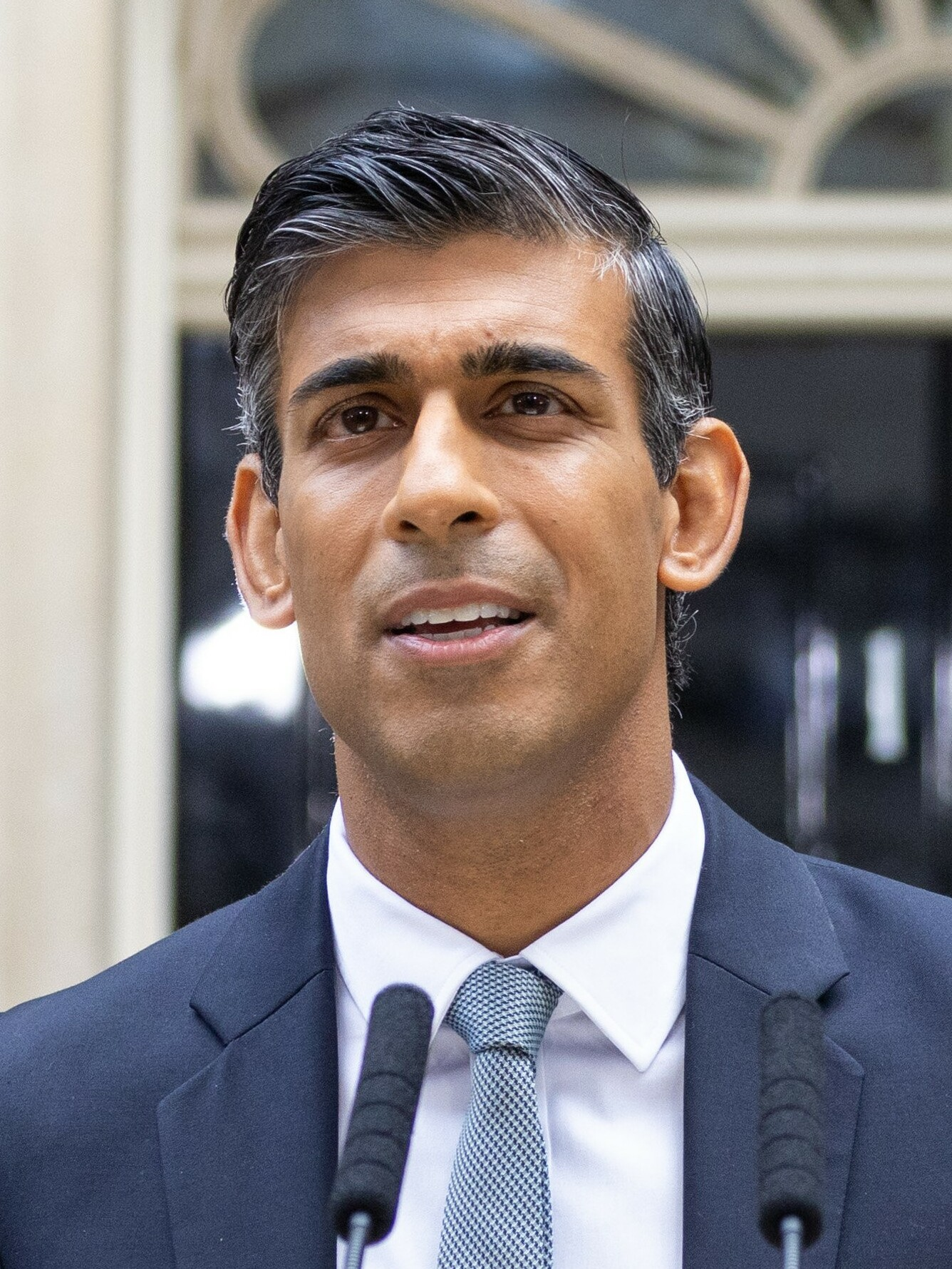
Велика Британія Ріші Сунак, Прем'єр-міністр
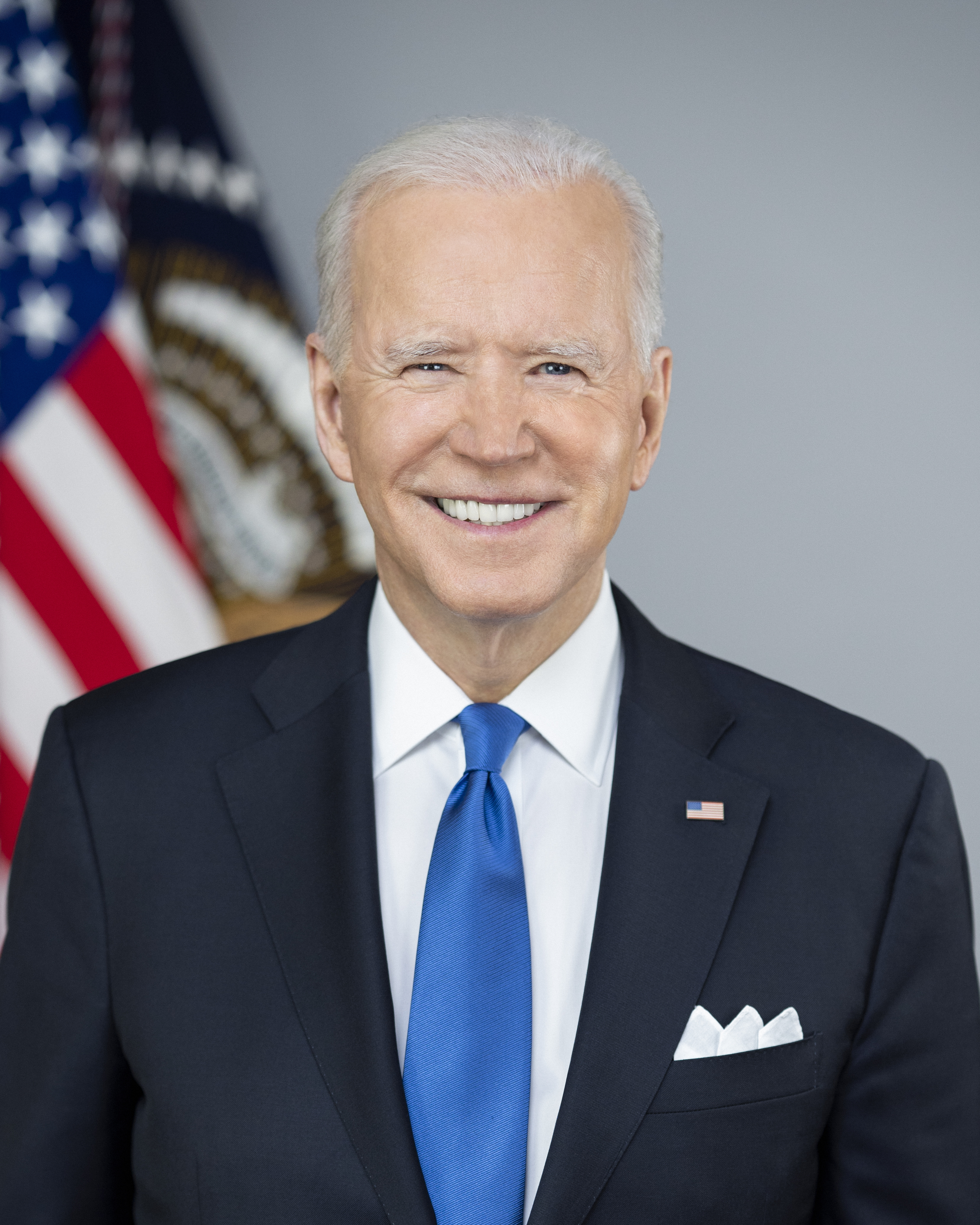
Джо Байден, Президент

- Європейський Союз
Урсула фон дер Ляєн,
Президент Європейської комісії
- Європейський Союз
Шарль Мішель,
Президент Європейської ради

## Події напередодні саміту
7 лютого 2024 року відбулася зустріч міністрів торгівлі G7 в режимі відеоконференції. Було оприлюднено спільне комюніке, яке підтвердило прихильність міністрів реформуванню СОТ та вирішенню глобальних торговельних проблем.
17 лютого міністри закордонних справ G7 провели неформальну зустріч на Мюнхенській конференції з питань безпеки. Міністр закордонних справ Італії Антоніо Таяні, як голова зустрічі, оприлюднив заяву. Міністри висловили "непохитну підтримку" суверенітету України і зажадали роз'яснень щодо смерті Олексія Навального. Вони також обговорили регіональні конфлікти на Близькому Сході і в Червоному морі, засудили терористичні атаки і висловили занепокоєння з приводу ядерної програми Ірану.
24 лютого, у другу річницю вторгнення Росії в Україну, відбулася перша відеоконференція лідерів G7. Прем'єр-міністр Італії Джорджа Мелоні, голова зустрічі, була присутня з Києва разом з прем'єр-міністром Канади Джастіном Трюдо, президентом Європейської комісії Урсулою фон дер Ляєн та президентом України Володимиром Зеленським. Заява лідера була оприлюднена після конференції.